# Stará Lehota
Stará Lehota je naseljeno mjesto u okrugu Nové Mesto nad Váhom u  Trenčínskom kraju u Slovačkoj.

## Stanovništvo
| Godina:     | 1993. | 2003.    | 2013.    | 2023.    |
| ----------- | ----- | -------- | -------- | -------- |
| Broj ljudi: | 304   | 273      | 228      | 177      |
| Razlika:    |       | -10,19 % | -16,48 % | -22,36 % |

| Godina:     | 2022. | 2023.   |
| ----------- | ----- | ------- |
| Broj ljudi: | 169   | 177     |
| Razlika:    |       | +4,73 % |

Prema podacima o broju stanovnika iz 2023. godine naselje je imalo 177 stanovnika.

## Vanjske poveznice
|  | Zajednički poslužitelj ima još gradiva o temi Stará Lehota |

- Službena stranica naselja (sl.)